# 两家泡
两家泡是一个位于中国吉林省大安县的湖泊，面积约为6.2平方千米，平均水深约为1.7—2米。